# Семиарундинария пышная
Семиарундина́рия пы́шная, или Семиарундина́рия великоле́пная, или Полуарундина́рия великоле́пная (лат. Semiarundinaria fastuosa) — типовой вид рода Семиарундинария (Semiarundinaria) семейства Злаки (Poaceae).

## Этимология названия
Видовой эпитет fastuosa («пышная») растение получило за свои прямостоячие густые побеги.

## Ботаническое описание
Бамбуковидное растение средней высоты (5—8 м, иногда до 10 м) с колонновидными побегами. Молодые стебли зелёные, диаметром 3—4 см, впоследствии приобретают оранжево-бордовый цвет. Листья 12—20 см длиной и 2 см шириной. Листья сидят на коротких ветвях, расположенных кругом по стеблю. В последний раз цветение и плодоношение семиарундинарии пышной наблюдалось в 80-х годах XX века.

## Ареал и местообитание
Растение родом с юга Японии, где растёт в лесах и влажных местах.

## Хозяйственное значение и применение
Выращивается как декоративное растение. Выносливое растение, выдерживает морозы до −20 °С, летом, чтобы его стебли имели красноватый цвет, растению нужно солнце.
Семиарундинария пышная выдерживает сильный ветер, а потому может использоваться в качестве ветрозащитных насаждений.

## Синонимика
- Arundinaria fastuosa (Mitford) Makino
- Arundinaria fastuosa (Mitford) Houz.
- Arundinaria fastuosa (Lat.-Marl. ex Mitford) J.Houz.
- Arundinaria narihira Makino
- Bambos nahiratake Siebold
- Bambusa fastuosa Lat.-Marl. ex Mitford
- Bambusa narihira Makino
- Phyllostachys alquieri E.G.Camus
- Phyllostachys fastuosa (Mitford) Pfitzer
- Phyllostachys fastuosa (Lat.-Marl. ex Mitford) J.Houz.
- Semiarundinaria fastuosa (Mitford) Makino ex Nakai
- Semiarundinaria fastuosa f. viridis (Makino) Murata
- Semiarundinaria fastuosa var. viridis Makino
- Semiarundinaria viridis (Makino) Makino[1]